# Ministério Público do Estado do Amapá

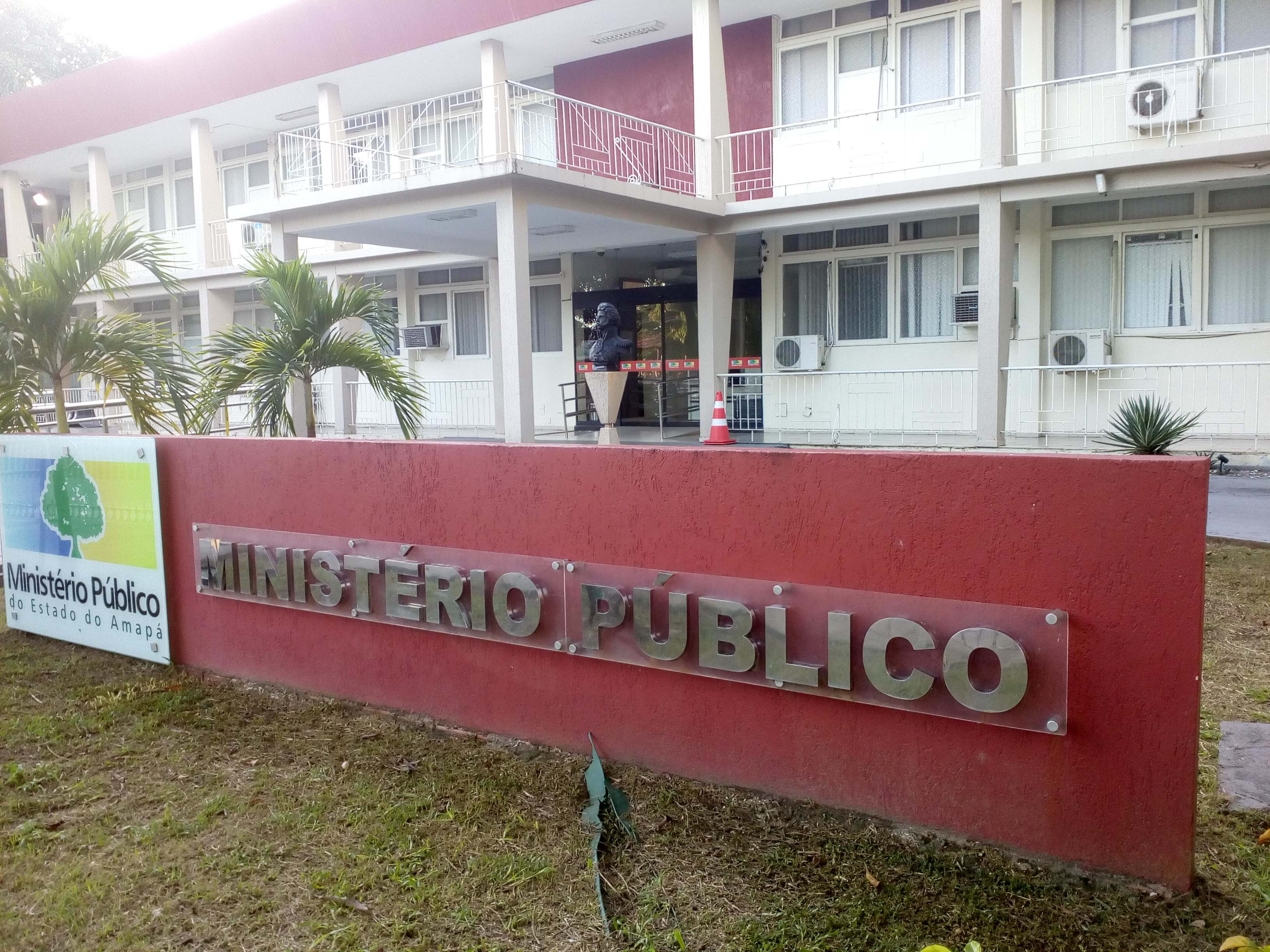
Sede do Ministério Público do Amapá, localizado na Av. Fab - Centro, na Zona Leste de Macapá.

O Ministério Público do Estado do Amapá (MP-AP) é a instância no Estado do Amapá do Ministério Público, que tem como objetivo defender os direitos dos cidadãos e os interesses da sociedade. 